# Список серий «Наруто: Ураганные хроники» (сезоны 9—12)
Здесь представлен список серий аниме-телесериала «Наруто: Ураганные хроники», их краткое содержание, даты выхода на родине, а также главы манги, по которым они сняты.

## Список серий

### Сезон 9: Хроники Конохи (2010—2011)
| # | №   | Заглавие | Экранизированные главы манги | Трансляция в Японии   |
| --- | --- | --- | ---------------------------- | --------------------- |
| 396 | 176 | Новый учитель Ирука «Симмай Кё:си Ирука» (新米教師イルカ)                                                                      | Филлер + 450                 | 2 сентября 2010 года  |
| Дзэцу, следивший за нападением на Коноху, констатирует поражение Нагато и покидает деревню. Ниндзя Страны Молнии отправляются в Скрытый Лист. Бо́льшую часть серии составляет филлерная часть-флешбэк: история о том, как Ирука преподавал в Академии ниндзя, когда там обучались Саскэ и Наруто. |     | |                              |                       |
| 397 | 177 | Испытание Ируки «Ирука-но Сирэн» (イルカの試練)                                                                                | Нет (филлер)                 | 9 сентября 2010 года  |
| Флешбэк-часть: рассказывает о том, как Ирука поборол в себе неприязнь к Наруто, вспомнив свои детские страдания от одиночества и потери родителей. В конце серии Наруто подставляют его товарищи по классу в Академии, и Ирука хочет его спасти. |     | |                              |                       |
| 398 | 178 | Решимость Ируки «Ирука-но Кэцуи» (イルカの決意)                                                                                | Филлер + 449, 450            | 16 сентября 2010 года |
| Филлерная часть: Наруто находит кунай с секретным документом Конохи, из-за чего попадает в переделку. Какаси и Ирука совместными силами побеждают нападавших. Экранизация манги: в конце серии ведётся небольшой диалог между оставшимися в живых членами Акацуки — Тоби приказывает Кисамэ отправляться за Восьмихвостым. Команда «Така» решает направиться в Коноху. |     | |                              |                       |
| 399 | 179 | Ответственный дзёнин Какаси Хатакэ «Танто: Дзё:нин Хатакэ Какаси» (担当上忍はたけカカシ)                                       | Филлер + 450                 | 30 сентября 2010 года |
| Экранизация манги: Советом Страны Огня исполняющим обязанности Хокагэ выбран Дандзо. Филлерная часть: бо́льшая часть серии посвящена воспоминаниям Какаси. |     | |                              |                       |
| 400 | 180 | Испытание отваги Инари «Инари, Тамэсарэру Ю:ки» (イナリ、試される勇気)                                                         | Филлер + 451                 | 7 октября 2010 года   |
| Экранизация манги: на помощь Конохе в её восстановлении от атаки Пэйна приходят Инари и его дедушка. Филлерная часть: бо́льшая часть серии посвящена событиям, произошедшим после того, как команда № 7 расправилась с Дзабудзой и Хаку. Наруто и Саскэ возвращаются к мосту, так как Наруто потерял свой купон на обед в Итираку Рамэн. Но в это время бывшие разбойники Гато похищают мальчиков, среди которых находится и Инари. Всё заканчивается тем, что разбойников побеждают синоби Конохи и Тадзуна со своими товарищами. |     | |                              |                       |
| 401 | 181 | Школа мести Наруто «Наруто, Адаути Синандзюку» (ナルト、仇討ち指南塾)                                                          | Филлер + 451                 | 14 октября 2010 года  |
| Экранизация манги: Тадзуна спрашивает у Наруто о Саскэ, и Удзумаки, не желая говорить правду, отвечает, что они подрались и Саскэ ненадолго оставил деревню. Филлерная часть: Наруто и Сакура вспоминают о случае, который произошёл тремя годами ранее, когда те возвращались с миссии. Команда № 7 ищет ночлег в поселении, которое встретилось им на пути. Там они становятся свидетелями неудавшейся вендетты — Цукадо, человек, который, желавший её совершить, утверждает, что хочет отомстить за старика Сикадзо, но участвуя в 34-х поединках, ни разу не смог этого сделать. Тогда Наруто вызывается обучить его боевым приёмам. Вскоре выясняется предыстория — противник Цукадо, Катадзу, рассказывает, что у него есть брат-близнец Кагэки, которому Сикадзо задолжал деньги. Вскоре у Кагэки родился ребёнок, и он потребовал вернуть долг, Сикадзо отказал и завязалась драка. В бою они оба повалились на землю, и старик Сикадзо ударился о камень и умер. Катадзу решил выдавать себя за Кагэки, а он сам переехал жить в другие места. В итоге оказывается, что оба брата невиновны. |     | |                              |                       |
| 402 | 182 | «Узы» Гаары «Гаара „Кидзуна“» (我愛羅『絆』)                                                                                   | Нет (филлер)                 | 21 октября 2010 года  |
| Филлер рассказывает о воспоминаниях Гаары. После нападения на Коноху Оротимару, Деревня Песка и Деревня Листа заключили союз. Команде № 7 дают задание встретиться с союзниками из Песка и ликвидировать группу синоби. К великому удивлению членов команды, их партнёрами становятся Гаара и двое новичков под его командованием: Яоки и Короби. На пути к цели на Гаару, Яоки и Короби нападает АНБУ Деревни Песка. Тем временем Какаси встречает членов АНБУ, которые говорят, что хотят убить Гаару. Команде № 7 не без помощи самого Гаары удаётся нейтрализовать противников. |     | |                              |                       |
| 403 | 183 | Вспышка Наруто «Наруто Аутобурэйку» (ナルト・アウトブレイク)                                                                   | Нет (филлер)                 | 28 октября 2010 года  |
| Филлер рассказывает об опасной болезни чакры, которую якобы подхватил Наруто во время очередного задания. Сакура заражается от Наруто. Жителей Конохи эвакуируют во избежание эпидемии, а Наруто пытаются отловить, чтобы эту самую эпидемию избежать. Однако вскоре оказывается, что никакой болезни чакры нет. |     | |                              |                       |
| 404 | 184 | Выдвижение! Команда Тэн-Тэн «Сюцугэки! Тэнтэн-хан» (出撃！テンテン班)                                                          | Нет (филлер)                 | 4 ноября 2010 года    |
| В филлере рассказывается о миссии, в которой Тэн-Тэн, Нэдзи и Наруто отправляются к синоби-учёному из Скрытого Листа, чтобы купить у него оружие для деревни. |     | |                              |                       |
| 405 | 185 | Территория диких животных «Анимару Бангаити» (アニマル番外地)                                                                  | Нет (филлер)                 | 11 ноября 2010 года   |
| В филлере рассказывается о том, как Наруто, Ли, Сино и Котэцу Хаганэ в качестве руководителя группы трёх гэнинов получают приказ от Цунадэ поймать страуса-ниндзя, что им в итоге с большим трудом удаётся сделать. |     | |                              |                       |
| 406 | 186 | Эх, Лекарство Юности «А:, Сэйсюн-но Кампо:ган» (ああ、青春の漢方丸)                                                            | Нет (филлер)                 | 18 ноября 2010 года   |
| Ли хочет помочь находящейся в коме Пятой Хокагэ в благодарность за то, что та вылечила его 2,5 года назад, и юноша рекомендует Сакуре Лекарство Юности, созданное Гаем. Бо́льшая часть серии рассказывает о том, как во время болезни Рока Ли Сакура, Ино и Наруто искали у границы Страны Огня цветок Дзёфуку, ингредиент, необходимый для приготовления лекарства. |     | |                              |                       |
| 407 | 187 | Рассказ о бесстрашном учителе и студенте-ниндзя. Часть 1 «Докондзё: Ситэй Синоби Кадзэроку — Дзэмпэн» (ド根性師弟忍風録・前編) | Нет (филлер)                 | 25 ноября 2010 года   |
| Рассказ о том, как Дзирайя обучал Наруто сопротивлению гэндзюцу. Саннин считал, что если Наруто научится освобождаться от техник иллюзий, то сможет вернуть Саскэ. В результате Дзирайя и Наруто оказываются в деревне, живущей иллюзиями. |     | |                              |                       |
| 408 | 188 | Рассказ о бесстрашном учителе и студенте-ниндзя. Часть 2 «Докондзё: Ситэй Синоби Кадзэроку — Ко:хэн» (ド根性師弟忍風録・後編)  | Нет (филлер)                 | 25 ноября 2010 года   |
| Дзирайя и Наруто спасают деревню иллюзий от Кандати — человека, захватившего власть и взявшего её жителей в заложники. |     | |                              |                       |
| 409 | 189 | Энциклопедия Саскэ «Сасукэ-но Никукю: Тайдзэн» (サスケの肉球大全)                                                              | Нет (филлер)                 | 2 декабря 2010 года   |
| Команда № 7 выполняет миссию ранга D — заполучить отпечаток лапы Нэкоматы, повелителя кошек-ниндзя, для энциклопедии, в которую Саскэ собирал отпечатки лап кошек, когда был маленьким. |     | |                              |                       |
| 410 | 190 | Наруто и старый солдат «Наруто то Ро:хэй» (ナルトと老兵)                                                                       | Нет (филлер)                 | 9 декабря 2010 года   |
| Наруто и Коско, «вечный гэнин», выполняют миссию ранга C, которая заключается в патрулировании северной границы Конохи и защите её от врагов, неожиданно напавших на деревню. |     | |                              |                       |
| 411 | 191 | Любимая песня Какаси «Какаси Койута» (カカシ恋歌)                                                                              | Нет (филлер)                 | 16 декабря 2010 года  |
| Рассказ о куноити из скрытой Деревни Замка Страны Ключа Ханарэ, которая, по мнению Конохи, была шпионкой. Она была схвачена АНБУ Скрытого Листа; Иноити Яманака, пробравшись в сознание Ханарэ, узнал, что она видела Какаси в детстве. |     | |                              |                       |
| 412 | 192 | Хроники Нэдзи «Нэдзи Гайдэн» (ネジ外伝)                                                                                        | Нет (филлер)                 | 23 декабря 2010 года  |
| Команда Конохомару просит Нэдзи рассказать историю про великие поступки Наруто. Но Нэдзи рассказывает о преследовании им, Кибой и Тэн-Тэн двух синоби Скрытого Облака, похитивших Хинату. Ребята в недоумении — ведь Наруто не имеет к этому никакого отношения! Но Нэдзи объясняет им, что Наруто поменял его жизненные взгляды, что является важной частью истории. |     | |                              |                       |
| 413 | 193 | Человек, который умер дважды «Нидо Синда Отоко» (二度死んだ男)                                                                 | Нет (филлер)                 | 6 января 2011 года    |
| Наруто встречает призрака человека, ничего не помнящего о своём прошлом. Удзумаки узнаёт, что этот человек в данный момент лежит в коме в больнице. Вскоре призрак вспоминает, что он, будучи членом АНБУ, выследил Сабиру, предателя деревни, но проиграл ему в бою в битве и тот поджёг его дом. С помощью Наруто призраку удаётся вывести преступника на чистую воду. |     | |                              |                       |
| 414 | 194 | Худшая тройка — наперегонки «Сайаку-но Нининсанкяку» (最悪の二人三脚)                                                          | Нет (филлер)                 | 13 января 2011 года   |
| Команде № 7 поручают задание вернуть сокровище сестры лорда феодала. При выполнении миссии Наруто и Саскэ были связаны грабителями особой «липучей» техникой, а Сакура похищена. Тем не менее героям удалось освободиться и завершить начатое. |     | |                              |                       |
| 415 | 195 | Сотрудничество, команда № 10 «Рэнкэй, Дайдзюппан» (連携、第十班)                                                               | Нет (филлер)                 | 20 января 2011 года   |
| Сикамару вспоминает миссию, которую поручили командам № 7 и № 10 тремя годами ранее. Целью было освобождение внучки старейшины одной из деревень. Во время миссии на Сикамару накладывают технику, из-за которой тот не может больше отдавать приказы, и его берут в плен. Но ребятам удаётся спасти товарища и завершить миссию. |     | |                              |                       |
| 416 | 196 | Рывок во тьму «Ями э-но Сиссо:» (闇への疾走)                                                                                   | Нет (филлер)                 | 27 января 2011 года   |
| Саскэ вспоминает о миссиях, порученных команде № 7 тремя годами ранее. Саскэ и Какаси поручают отправиться к границе Страны Огня, а Наруто и Сакуре сопровождать Нахо — родственницу феодального Лорда в деревню Сидзумэ. По пути на вторых нападают разыскиваемые ниндзя с целью захватить Нахо; ребят берут в плен. Но позже их находит Саскэ. Освободив ребят, он побеждает главаря. Во время битвы противник вспоминает Итати Утиху, что напомнило юноше о его мести. |     | |                              |                       |

### Сезон 10: Совет пяти Кагэ (2011)
| # | №   | Заглавие                                                                       | Экранизированные главы манги | Трансляция в Японии  |
| --- | --- | ------------------------------------------------------------------------------ | ---------------------------- | -------------------- |
| 417 | 197 | Шестой Хокагэ Дандзо «Рокудаймэ Хокагэ Дандзо:» (六代目火影ダンゾウ)           | 451—453                      | 10 февраля 2011 года |
| Дандзо становится Шестым Хокагэ (при этом его полномочия не считаются полностью подтверждёнными до совета дзёнинов). Получив письмо от Райкагэ, он даёт согласие на уничтожение Саскэ как синоби-отступника (нукэнина). Наруто и Сакура узнают о произошедшем, но по совету Какаси решают пока подождать и не действовать активно. В Коноху прибывают синоби из деревни Скрытого Облака. Тоби сообщает команде «Така» о разрушении Конохи и назначении Дандзо, Саскэ решает отправиться на Совет Кагэ дабы там убить нового Хокагэ. В этом их сопровождает белая половина Дзэцу. |     |                                                                                |                              |                      |
| 418 | 198 | Канун встречи на высшем уровне «Кайги Дзэнъя» (会議前夜)                       | 453—455                      | 10 февраля 2011 года |
| Синоби Скрытого Облака пытаются всеми силами добыть информацию о Саскэ. Дандзо поручает Корню АНБУ отыскать Кабуто, опасаясь, что тот знает о его связях с Оротимару. Наруто решает последовать за синоби Скрытого Облака с целью встретиться и поговорить с Райкагэ, надеясь, что тот изменит своё мнение о Саскэ и перестанет считать его преступником. Какаси и Ямато соглашаются сопровождать Наруто. |     |                                                                                |                              |                      |
| 419 | 199 | Появление пяти Кагэ! «Гокагэ То:дзё:!» (五影登場！)                            | 454—457                      | 17 февраля 2011 года |
| Кагэ скрытых деревень отправляются к месту встречи пяти Кагэ (в Страну Железа). Наруто, Какаси и Ямато преследуют синоби Скрытого Облака; им удаётся нагнать группу во главе с Райкагэ. Команда «Така», а также белая часть Дзэцу, пытаются проникнуть в Страну Железа. |     |                                                                                |                              |                      |
| 420 | 200 | Просьба Наруто «Наруто-но Конган» (ナルトの懇願)                               | 457—459                      | 24 февраля 2011 года |
| Наруто получает от Райкагэ отказ в помиловании Саскэ. Сам Саскэ и его команда, сидя в засаде, готовятся к нападению на Дандзо. Начинается совет Пяти Кагэ: между лидерами деревень сразу возникают разногласия. Тем не менее они соглашаются с тем, что для противостояния Акацуки необходимо создание военного альянса. Председатель собрания Мифунэ предлагает Дандзо на роль руководителя альянса. |     |                                                                                |                              |                      |
| 421 | 201 | Трудное решение «Кудзю:-но Кэцудан» (苦渋の決断)                               | 457—460                      | 3 марта 2011 года    |
| Сакура, Сай, Сикамару понимают, что им самостоятельно необходимо захватить Саскэ, чтобы тот не стал причиной войны между деревнями. На Совете Кагэ один из сопроводителей Мидзукагэ, Ао, с помощью бякугана узнаёт, что Дандзо пересадил себе сяринган Сисуй Утихи, с помощью которого на собрании контролировал Мифунэ, и разоблачает его. В то же время в зале заседаний появляется Дзэцу и сообщает Кагэ, что в здании находится Саскэ. Тоби перемещается к Наруто, чтобы поговорить с ним. |     |                                                                                |                              |                      |
| 422 | 202 | Грозовой шторм «Хасиру Икадзути» (疾走る雷)                                    | 460—462                      | 10 марта 2011 года   |
| Сразу после появления Тоби его окружают Ямато и Какаси: первый создаёт деревянную ловушку, а второй готовит на случай битвы Тидори. Однако Тоби утверждает, что не собирается сражаться, а только пришёл чтобы поговорить о Саскэ и Итати. Дандзо полностью теряет доверие других Кагэ. Райкагэ, а затем и Кадзэкагэ со своими помощниками отправляются чтобы сражаться с Саскэ. Младший Утиха при помощи Суйгэцу и Дзюго убивает несколько самураев, после чего готовится вступить в бой с Райкагэ. |     |                                                                                |                              |                      |
| 423 | 203 | Путь ниндзя Саскэ «Сасукэ-но Ниндо:» (サスケの忍道)                            | 462—464                      | 17 марта 2011 года   |
| Тоби рассказывает Наруто истинную правду об Итати. По его словам, проклятье клана Утиха в том, что цель их жизни — месть. Райкагэ лишается руки. Карин обнаруживает местонахождение Дандзо, а Гаара делает безуспешную попытку в последний раз переубедить Саскэ. Младший Утиха использует третью технику мангэкё сярингана — Сусаноо. |     |                                                                                |                              |                      |
| 424 | 204 | Сила пяти Кагэ «Гокагэ-но Тикара» (五影の実力)                                 | 419, 465, 466                | 24 марта 2011 года   |
| Наруто, Какаси и Ямато решают пока что никому не сообщать о рассказе Тоби-Мадары. Киллер Би, ранее спасшийся от Саскэ на глубине озера, решает на время покинуть своё селение. Саскэ, используя силу Сусаноо, обрушивает колонны здания, тем самым временно блокируя силы Облака и Песка. Суйгэцу и Дзюго чудом удаётся выжить. Карин находит Дандзо и показывает его местонахождение Саскэ. Воспользовавшись появлением Саскэ Дандзо со своими телохранителями сбегает, вслед за ним отправляется Ао. Мидзукагэ и Тёдзиро начинают бой против Саскэ; тому, передавая выкаченную с помощью своих спор чакру Кагэ, помогает Дзэцу. Цутикагэ использует против младшего Утихи технику уничтожения на атомном уровне, но того спасает Тоби. |     |                                                                                |                              |                      |
| 425 | 205 | Объявление войны «Сэнсэн Фукоку» (宣戦布告)                                    | 467, 468                     | 31 марта 2011 года   |
| Перенесённая Мадарой Карин излечивает Саскэ. Тоби рассказывает о своём плане «Глаз Луны»: он планирует воссоздать Десятихвостого монстра, собрав воедино всех бидзю, чтобы, стать его дзинтюрики и увеличив свою силу, создать гэндзюцу на весь мир для его контроля. Он предлагает Кагэ выдать ему двух оставшихся дзинтюрики (при этом Райкагэ узнаёт, что его брат на самом деле на свободе), но лидеры деревень отказываются. Тоби объявляет о начале Четвёртой мировой войны синоби. Кагэ решают создать военный альянс стран. |     |                                                                                |                              |                      |
| 426 | 206 | Чувства Сакуры «Сакура-но Омой» (サクラの想い)                                 | 468—470                      | 7 апреля 2011 года   |
| Сакура признаётся Наруто в любви, однако тот сразу понимает неискренность слов девушки. После неудавшегося признания Сакура вместе с Кибой, Ли и Саем отправляется на поиски Саскэ. Кагэ окончательно формируют военный альянс, его руководителем избирается Эй (Четвёртый Райкагэ). Кисамэ находит Киллера Би и вступает с ним бой. |     |                                                                                |                              |                      |
| 427 | 207 | Бидзю против бидзю без хвоста «Бидзю: VS О-но най Бидзю:» (尾獣VS尾のない尾獣) | 471—473                      | 14 апреля 2011 года  |
| Ао продолжает преследовать Дандзо, но попадает в ловушку одного из подчинённых последнего, Фу: выбраться из неё он сумел лишь с помощью подоспевшей Мидзукагэ. Кисамэ продолжает бой с Киллером Би: во время него он сливается с Самэхадой, изматывая противника сражением в воде. Однако в последний момент Самэхада, которой настолько понравилась чакра дзинтюрики, отказывается повиноваться Хосигаки. В то же время на помощь подоспевает Райкагэ, и братья вдвоём обезглавливают пытавшегося произнести очередную технику Кисамэ. |     |                                                                                |                              |                      |
| 428 | 208 | Как друг «Синъю: то ситэ» (親友として)                                         | 473—475                      | 21 апреля 2011 года  |
| Самураи ловят замаскировавшихся Суйгэцу и Дзюго. Сай, вопреки обещанию, рассказывает Наруто о том, что синоби Конохи решили сами расправиться с Саскэ, и что на это готова пойти даже Сакура. Гаара, Тэмари и Канкуро находят Какаси, Ямато, Наруто и Сая и рассказывают о произошедшем на Совете Кагэ. Тоби находит Дандзо, устраняет его подручных Фу и Торунэ и переносит к месту действия Саскэ и Карин. Саскэ готовится начать бой с Дандзо, и выясняется, что в правую руку Хокагэ имплантировано множество сяринганов. |     |                                                                                |                              |                      |
| 429 | 209 | Правая рука Дандзо «Дандзо:-но Мигиудэ» (ダンゾウの右腕)                       | 476, 477                     | 28 апреля 2011 года  |
| Какаси решает остановить Сакуру, отправившись за ней вместе с клоном Сая. От нервного напряжения у Наруто начинается гипервентиляция лёгких, и он теряет сознание. Начинается бой между Саскэ и Дандзо. Дандзо подтверждает, что Итати уничтожил клан Утиха по приказу старейшин Конохи. Саскэ несколько раз безуспешно пытается убить Дандзо. Во время боя внезапно появляется Итати. |     |                                                                                |                              |                      |
| 430 | 210 | Запретное додзюцу «Киндзирарэта До:дзюцу» (禁じられた瞳術)                     | 478, 479                     | 5 мая 2011 года      |
| Итати оказывается иллюзией, созданной Саскэ. Сам Саскэ на время парализован печатью, наложенной на него Дандзо во время их столкновения. Карин раскрывает секрет дзюцу Дандзо — Идзанаги (дзюцу сярингана, превращающее любое повреждение, даже смерть, в иллюзию, платой чему является закрытие используемого глаза навсегда). После многочисленных атак у Дандзо на руке остаётся последний глаз. Противники атакуют друг друга. |     |                                                                                |                              |                      |
| 431 | 211 | Дандзо Симура «Симура Дандзо:» (志村ダンゾウ)                                  | 480, 481                     | 12 мая 2011 года     |
| Дандзо обнаруживает, что казавшийся открытым глаз является созданной Саскэ иллюзией. Утиха наносит ему удар с помощью Тидори, при этом серьёзно ранив Карин. Дандзо вспоминает о том, как он соперничал с Третьим Хокагэ, после чего активирует обратную Печать Четырёх Символов, пытаясь уничтожить всех в радиусе действия техники. |     |                                                                                |                              |                      |
| 432 | 212 | Решимость Сакуры «Сакура:-но Какуго» (サクラの覚悟)                            | 481, 482                     | 19 мая 2011 года     |
| Дандзо умирает, так и не сумев убить Саскэ. Сакура вместе с Саем, Кибой и Ли отправляется на поиски Саскэ. Сакура, решившая разобраться с Утихой самостоятельно, усыпляет всех. Какаси продолжает погоню за Сакурой. Найдя Саскэ, Сакура заявляет, что покинула Коноху и готова присоединиться к команде «Така». |     |                                                                                |                              |                      |
| 433 | 213 | Потерянные узы «Усинаварэта Кидзуна» (失われた絆)                              | 482, 483                     | 26 мая 2011 года     |
| Наруто просыпается после обморока и застаёт около себя Ямато, который говорит, что им с Наруто нужно возвращаться в деревню, а с Саскэ разберётся Какаси. Наруто, прикинувшись спящим, дожидается пока Ямато засыпает и отправляется вслед за Какаси. |     |                                                                                |                              |                      |
| 434 | 214 | Бремя, которое я должен нести «Сэо:бэки Омони» (背負うべき重荷)                | 483, 484                     | 2 июня 2011 года     |
| Саскэ пытается убить Сакуру, но Какаси отклоняет его атаку и вступает в бой со своим бывшим учеником. Неожиданно после использования Сусаноо Саскэ начинает слепнуть. Сакура исцеляет Карин, а потом нападает на ослабевшего Саскэ, который затем пытается убить её кунаем, но в последний миг появляется Наруто и спасает Сакуру. |     |                                                                                |                              |                      |
| 435 | 215 | Две судьбы «Сюкумэй-но Футари» (宿命のふたり)                                  | 484, 485                     | 9 июня 2011 года     |
| Какаси продолжает атаковать Саскэ, но Наруто останавливает Какаси и вступает в схватку вместо него. После этого Наруто рассказывает Саскэ о том, что он также ненавидел Коноху долгое время. |     |                                                                                |                              |                      |
| 436 | 216 | Первоклассные синоби «Итирю:-но Синоби» (一流の忍)                             | 482, 486, 487                | 16 июня 2011 года    |
| Наруто заявляет о своём решении спасти Саскэ, но Утиха не оставляет мысли о мести за Итати и разрушении Конохи. Появляются Тоби и белая половина Дзэцу. Кунай, которым Сакура собиралась убить Саскэ, был ядовитым, и яд попал в Наруто через царапину. Саскэ и Тоби отступают. Саскэ просит Тоби пересадить ему глаза брата. |     |                                                                                |                              |                      |
| 437 | 217 | Нарушитель «Сэнню:ся» (潜入者)                                                 | 487, 488                     | 23 июня 2011 года    |
| Члены АНБУ узнают о смерти Дандзо (т. к. пропадает печать молчания, ранее им поставленная на языки подчинённых). Какаси, Наруто, Сакура, Рок Ли, Киба и Сай возвращаются в Коноху, забирая с собой и Карин. Райкагэ и Киллер Би возвращаются в свою деревню. Вместе с ними туда тайно проникает Кисамэ, ранее подстроивший свою смерть в битве с Киллером Би с помощью Дзэцу. |     |                                                                                |                              |                      |
| 438 | 218 | Великие страны начинают действовать «Угокидасу Тайкоку» (動き出す大国)         | 488 + филлер                 | 30 июня 2011 года    |
| Пять Великих Стран, сформировав военный альянс синоби, начинают подготовку к войне. Деревня Песка узнаёт о смерти Дандзо. Наруто и остальные возвращаются в Коноху. |     |                                                                                |                              |                      |
| 439 | 219 | Хокагэ — Какаси Хатакэ «Хокагэ Хатакэ Какаси» (火影はたけカカシ)               | 488 + филлер                 | 7 июля 2011 года     |
| Ибики собирается допросить Карин. Какаси собираются утвердить в качестве Хокагэ, но приходит срочное известие — Цунадэ вышла из комы. Филлерная часть (в середине серии): Майт Гай, предполагая, что Какаси Хатакэ скоро станет Хокагэ, устраивает с ним «последнее» соревнование, целью которого является как можно быстрее добежать до скалы, на которой высечены лица Хокагэ. Выигрывает Какаси. |     |                                                                                |                              |                      |
| 440 | 220 | Предсказание Великой жабы «О:гама Сэннин-но Ёгэн» (大ガマの予言)               | 488, 489 + филлер            | 21 июля 2011 года    |
| Цунадэ принимается за активную работу в качестве Хокагэ и созывает военный совет деревни. Тоби пересаживает Саскэ глаза Итати. Великая жаба предсказывает Наруто встречу с Восьмихвостым и юношей «с великой силой в глазах». Наруто получает ключ от печати, удерживающей Лиса в его теле. Филлерная часть: Конохамару, Удон и Моэги пытаются выяснить у Наруто, куда он идёт, Наруто их замечает и пытается от них отвязаться. |     |                                                                                |                              |                      |
| 441 | 221 | Хранилище «Кураири» (蔵入り)                                                   | 487, 489, 490                | 28 июля 2011 года    |
| Наруто поглощает ключ от печати, контролирующей Девятихвостого. Кабуто находит логово Акацуки и предлагает Тоби свою помощь. В обмен на призыв тел умерших ниндзя с помощью Эдо Тэнсэй и использование их в качестве военной силы, Тоби даёт согласие передать Кабуто Саскэ для использования в своих целях с условием, что он не будет приближаться к Саскэ до окончания Четвёртой мировой войны. Отряд Анко по следам Кабуто находит это же убежище. |     |                                                                                |                              |                      |

### Сезон 11: Райская жизнь на борту (2011)
| # | №   | Заглавие | Экранизированные главы манги | Трансляция в Японии   |
| --- | --- | --- | ---------------------------- | --------------------- |
| 442 | 222 | Решение пяти Кагэ «Гокагэ-но Кэцудан» (五影の決断)                                                               | 489—491                      | 28 июля 2011 года     |
| Проходит совет военного альянса синоби, на котором принимается решение изолировать Наруто и Би с целью защиты их от Акацуки на острове в Стране Молнии. Цунадэ просит Райкагэ о том, чтобы Би научил Наруто контролю бидзю. Под видом суперсекретной миссии Цунадэ отправляет Наруто на остров вместе с командой сопровождения. Прочее: если внимательнее присмотреться, то когда Омои и Каруи думают, как продать билеты, на втором плане показана обложка из 8-го анимационного фильма Наруто, «Наруто: Кровавая тюрьма». |     | |                              |                       |
| 443 | 223 | Молодой человек и море «Сэйнэн то Уми» (青年と海)                                                                | Нет (филлер)                 | 4 августа 2011 года   |
| Наруто, Ямато, Гай и Аоба Ямасиро отправляются в порт, чтобы сесть на корабль до Скрытого Облака. Прибыв на место, они узнают, что моряки не хотят выходить в море из-за огромной рыбы-меч, призванной ещё в Третьей мировой войне синоби и не дающей плыть суднам. В бою с ней они встречают Юсукэ, сына рыбака, погибшего при её отлове. Команда решает помочь ему отомстить. Вместе им удаётся поймать рыбину и отправить туда, откуда она была призвана. |     | |                              |                       |
| 444 | 224 | Ниндзя-торговец из Бэнису «Бэнису-но Сё:нин» (紅州の商忍)                                                        | Нет (филлер)                 | 11 августа 2011 года  |
| Наруто и его команда останавливаются на острове, где встречают Сакуру, Ино и Тёдзи которых послала Цунадэ за лечебными травами. Они сталкиваются с синоби из Бэнису, которые хотят продать эти травы, но они отказываются платить. Достав целебной грязи, торговцы попадают к гигантской ящерице. Наруто побеждает ящерицу и спасает торговцев. В знак благодарности торговцы отдают им целебные травы даром. Наруто направляется дальше в путь, а Сакура и её команда возвращаются в Коноху. |     | |                              |                       |
| 445 | 225 | Проклятый корабль-призрак «Нороварэта Ю:рэйсэн» (呪われた幽霊船)                                                 | Нет (филлер)                 | 18 августа 2011 года  |
| Ямато рассказывает Наруто легенду о корабле-призраке на котором живут мертвецы. Они сталкиваются с этим кораблём, но на борту никого нет кроме мальчика Хисяку, которого встретил Наруто. Он рассказывает что вся команда этого корабля погибла от гигантского краба. Краб нападает на корабль, но Наруто и Хисяку побеждают его. Позже выясняется что Хисяку был привидением, а корабль-призрак существует. |     | |                              |                       |
| 446 | 226 | Остров-броненосец «Сэнкан-но Сима» (戦艦の島)                                                                    | Нет (филлер)                 | 25 августа 2011 года  |
| На Наруто и его команду нападают пираты. Капитан пиратов забирает его повязку и готов убить его, однако Наруто спасает его команда. Попав под остров через пещеру на подводной лодке, сооруженной капитаном Ямато, Наруто находит тетрадь, в которой написано, что этот остров захватили эти же пираты и убили всех его жителей. Наруто клянётся отомстить за них. Позже он побеждает всех пиратов и возвращает свою повязку. |     | |                              |                       |
| 447 | 227 | Остров Забвения «Бо:кяку-но Сима» (忘却の島)                                                                     | Нет (филлер)                 | 1 сентября 2011 года  |
| Во время шторма на корабль нападает огромная птица и уносит в когтях Гая. Команда отправляется за ним и высаживается на острове, населённом животными призыва. Выясняется, что это результат работы учёных-генетиков, которые погибли от ими же созданного «идеального призываемого животного». После разгрома базы учёных монстр впал в спячку, но вот-вот должен пробудиться. Наруто и его спутникам предстоит отправить чудовище в небытие. |     | |                              |                       |
| 448 | 228 | Сражайся, Рок Ли! «Татакаэ Рокку — Ри:!» (闘えロック・リー！)                                                    | Нет (филлер)                 | 8 сентября 2011 года  |
| Серия посвящена воспоминаниям Гая о том, как он узнал, что Рок Ли — гений Пьяного кулака. |     | |                              |                       |
| 449 | 229 | Ешь или умри! Грибы из преисподней «Куу ка Куварэру ка! Одору Киноко Дзигоку» (食うか食われるか！踊るキノコ地獄) | Нет (филлер)                 | 22 сентября 2011 года |
| Запасаясь провизией перед двухнедельным плаванием по «Пути молчания», Наруто принимает в подарок от незнакомца странный гриб. Позже он размножается и прорастает по всему кораблю, уничтожая всю провизию и воду во время плавания. Наруто и Гай от сильного голода съедают все грибы и начинают драку друг с другом, в ней побеждает Наруто. Но в итоге Наруто с помощью призыва достаёт еду из Страны Жаб и мстит высадившимся на корабле пиратам, во главе которых был тот самый торговец, который дал Наруто гриб, рассчитывавшим на лёгкую наживу умерших от голода героев. |     | |                              |                       |
| 450 | 230 | Месть теневых клонов «Кагэ-но Гякусю:» (影の逆襲)                                                                | Нет (филлер)                 | 29 сентября 2011 года |
| Теневые клоны перестают слушаться Наруто, они берут его в плен и поднимают бунт на судне. |     | |                              |                       |
| 451 | 231 | Закрытый морской путь «Тодзасарэта Ко:ро» (閉ざされた航路)                                                       | Нет (филлер)                 | 6 октября 2011 года   |
| Сикамару и Тэн-Тэн отправляются на помощь к Наруто и его команде. Они попадают в туман, где образуются рифы и гигантский водоворот. С помощью Сикамару им удаётся выбраться из ловушки и победить бандитов, соорудивших её. |     | |                              |                       |
| 452 | 232 | Женская Ассоциация Конохи «Коноха-но Дзёсикай» (木ノ葉の女子会)                                                  | Нет (филлер)                 | 13 октября 2011 года  |
| Нэдзи был назначен Хиаси командующим клана на передовой, что вызвало сомнения многих членов Клана. Тэн-Тэн организовывает девичник и приглашает Сакуру, Хинату и Ино, позже к ним присоединяются Цунадэ и Сидзунэ. В этом же ресторане организовывают мальчишник парни. Все они разговаривают о Наруто, мировой войне, вспоминают прошлое. Возвращаясь домой, Хината говорит Нэдзи, что хочет стать ещё сильнее и что только благодаря Наруто она достигла многого. Нэдзи отвечает, что она и так сильная, и он сам благодаря Наруто стал свободным. На следующий день, во время тренировки с Нэдзи, Хината говорит, что не имеет значения из какой кто ветви, и её отец сделал правильное решение, назначив Нэдзи командиром. |     | |                              |                       |
| 453 | 233 | Появление самозванца Наруто «Сандзё: Усо? Наруто» (参上 嘘？ナルト)                                              | Нет (филлер)                 | 20 октября 2011 года  |
| Наруто и его команда сталкиваются с бандитом Банной, который выдаёт себя за Наруто. Наруто побеждает Банну, но того выручает сообщник Игги, выдающий себя за охранника. Позже Банну захватывают наёмные ниндзя, и Игги не может спасти его. Он обращается за помощью к Наруто. Сначала тот ему отказывает, но позже приходит на подмогу, после того как видит, что они настоящие друзья, и они вместе побеждают наёмников и выручают Банну. |     | |                              |                       |
| 454 | 234 | Любимый ученик Наруто «Сайай-но Дэси Наруто» (最愛の弟子ナルト)                                                  | Нет (филлер)                 | 27 октября 2011 года  |
| Серия посвящена тому, как Конохамару хотел вступить в армию и отправиться на войну. |     | |                              |                       |
| 455 | 235 | Куноити из деревни Надэсико «Надэсико-но Куноити» (撫子のくノ一)                                                 | Нет (филлер)                 | 3 ноября 2011 года    |
| Куноити ищет ученика Дзирайи, чтобы тот дрался с девушкой и в случае победы женился на ней. Наруто убеждает девушку искать свою настоящую любовь. |     | |                              |                       |
| 456 | 236 | Спины товарищей «Накама-но Сэнака» (仲間の背中)                                                                  | Нет (филлер)                 | 10 ноября 2011 года   |
| Серия посвящена воспоминаниям Сино о его составе в команде № 8. |     | |                              |                       |
| 457 | 237 | Ах, Цунадэ-сама, которой я восхищаюсь! «А:, Акогарэ-но Цунадэ-сама» (ああ、憧れの綱手様)                         | Нет (филлер)                 | 24 ноября 2011 года   |
| Серия посвящена воспоминаниям Тэн-Тэн о том, как она хотела стать похожей на Цунадэ. |     | |                              |                       |
| 458 | 238 | У Сая выходной «Сай-но Кю:соку» (サイの休息)                                                                     | Нет (филлер)                 | 1 декабря 2011 года   |
| Серия посвящена отдыху Сая, которого настиг творческий кризис, и его воспоминаниям о дружбе с Наруто и Сакурой. |     | |                              |                       |
| 459 | 239 | Легендарная троица Ино-Сика-Тё «Дэнсэцу-но Иносикатё:» (伝説の猪鹿蝶)                                            | Нет (филлер)                 | 8 декабря 2011 года   |
| Серия посвящённая троице Ино-Сика-Тё. В ней вечный гэнин Косукэ рассказывает Сикамару, Тёдзи и Ино о том, как их отцы спасли ему жизнь. |     | |                              |                       |
| 460 | 240 | Решительность Кибы «Киба-но Кэцуи» (キバの決意)                                                                  | Нет (филлер)                 | 15 декабря 2011 года  |
| Киба завидует Наруто, считая его сильнее себя. Киба просит Какаси о совместной тренировке, но взамен сэнсэй призывает псов-ниндзя. После нескольких неудачных попыток сражения с ними, Киба сдаётся и уходит с тренировки. Хината рассказывает, как Наруто, путём долгих тренировок, однажды смог превзойти рекорд Кибы в детской гонке. Киба решает брать пример с Наруто и побеждает призванных псов. |     | |                              |                       |
| 461 | 241 | Какаси, мой вечный соперник! «Какаси, Эйэн-но Райбару ё» (カカシ、永遠のライバルよ)                              | Нет (филлер)                 | 22 декабря 2011 года  |
| В начале серии Цунадэ сообщает Какаси, что он возглавит объединенные войска пяти стран. После чего их чуть не убивает черепашка Гая с сообщением SOS. Позже Гай рассказывает Наруто как начиналось их соперничество с Какаси. Затем появляется Какаси, но Гай думает что он враг, замаскированный под Какаси и они начинают сражаться. Но потом всё разъясняется и Какаси возвращается в деревню, а Наруто, Гай и Ямато продолжают путь в Страну Молнии. |     | |                              |                       |
| 462 | 242 | Клятва Наруто «Наруто-но Тикай» (ナルトの誓い)                                                                   | Нет (филлер)                 | 28 декабря 2011 года  |
| Наруто и его спутники останавливаются на острове Скрытого Тумана, чтобы пополнить провизию. Акацути и Куроцути также прибывают на остров, где на них нападают синоби Тумана, которых возглавляет Гандзю. Гандзю ранит Акацути и то же самое хочет сделать с Куроцути, но её спасает Наруто. Тёдзиро прибывает на место битвы и останавливает синоби Гандзю и вынуждает их отступить. Наруто узнаёт от Тёдзиро причину нападения. 10 лет назад на Гандзю напали синоби Скрытой Скалы, однако его спасла женщина, пожертвовавшая своей жизнью. После чего Гандзю стал мстителем. Наруто находит Гандзю и убеждает его не мстить, рассказав ему свою историю о его битве с Пэйном. После чего медик Тумана излечивает раны Акацути и Наруто. После этого за Наруто и его спутниками прибывает корабль Страны Молнии, и наша команда начинает свой заключительный этап путешествия на остров в Стране Молнии. |     | |                              |                       |

### Сезон 12: Приручение Девятихвостого (2012)
| # | №   | Заглавие | Экранизированные главы манги | Трансляция в Японии  |
| --- | --- | --- | ---------------------------- | -------------------- |
| 463 | 243 | Высадка! Райский остров? «Дзё:рику! Ракуэн-но Сима?» (上陸！楽園の島？)                                                 | 491—493                      | 5 января 2012 года   |
| Наруто и его спутники прибывают на остров в Стране Молний. Перед островом на них нападает гигантский кальмар, но корабль спасает Киллер Би. Позже они заселяются в дом на самом острове. Наруто спешит начать тренировки, но Киллер Би отказывает ему в этом, заявляя, что приплыл на остров по поручению брата только для отдыха. Наруто просит хозяина дома — Мотои, отвести его к тому месту, где тренировался дзинтюрики Восьмихвостого. Это место называется Водопад Правды (яп. 真実の滝 Синдзицу-но Таки). Сконцентрировавшись, Наруто заглядывает внутрь себя и встречает свою тёмную сторону, которая сообщает о своей близости по духу с Девятихвостым. Наруто вступает с тёмной стороной в бой, но понимает, что её невозможно одолеть, так как она использует абсолютно те же приёмы. Мотои сообщает, чтобы подчинить Девятихвостого, нужно одолеть тёмную сторону. |     | |                              |                      |
| 464 | 244 | Киллер Би и Мотои «Кира:би: то Мотои» (キラービーとモトイ)                                                              | 493—494                      | 12 января 2012 года  |
| Мотои рассказывает Наруто как он дружил с Киллером Би, но после того как в него запечатали Восьмихвостого, Мотои хотел убить Би, но не смог. Наруто отлучается. Ямато и Мотои беспокоятся и идут к Наруто. На Мотои нападает кальмар, однако ему на помощь приходит Киллер Би. Мотои рассказывает ему правду, но Би говорит, что они всё равно остаются лучшими друзьями. |     | |                              |                      |
| 465 | 245 | Ещё одно испытание! Наруто против Девятихвостого!! «Саранару Сирэн! Наруто VS Кю:би!!» (さらなる試練！ナルトVS九尾！！) | 495—497                      | 19 января 2012 года  |
| Наруто находит общий язык с Би, и тот соглашается его тренировать и научить контролировать силу Девятихвостого. Вновь подойдя к Водопаду Правды, Наруто побеждает свою тёмную сторону и переходит к следующей тренировке. Пройдя сквозь Водопад, Наруто, Би и Ямато попадают в Зал Очищения, где Наруто, находясь в трансе, попадает в глубину своего сознания и сталкивается с Девятихвостым. Наруто разрушает печать, сдерживающую Девятихвостого, и начинает с ним сражение. |     | |                              |                      |
| 466 | 246 | Оранжевая вспышка «Орэндзи-иро-но Кагаяки» (オレンジ色の輝き)                                                           | 497—498 + филлер             | 26 января 2012 года  |
| Наруто, продолжая сражение с Девятихвостым, встречает свою мать Кусину Удзумаки, которую путает с истинной формой Девятихвостого, но всё разъясняется. Кусина повествует Наруто о своём трудном детстве, и о том, как она познакомилась с его отцом, Минато. |     | |                              |                      |
| 467 | 247 | Цель — Девятихвостый «Нэраварэта Кю:би» (狙われた九尾)                                                                  | 499—500                      | 2 февраля 2012 года  |
| С помощью матери Наруто удаётся победить Лиса и, забрав часть его силы, овладеть Режимом Лиса. Кусина продолжает рассказывать историю, произошедшую 16 лет назад, — в тот самый день, когда родился Наруто, и Девятихвостый напал на Коноху. |     | |                              |                      |
| 468 | 248 | Смертельная схватка Четвёртого Хокагэ!! «Ёндаймэ-но Сито:!!» (四代目の死闘！！)                                         | 500—502                      | 9 февраля 2012 года  |
| Кусина продолжает рассказывать об этом событии. Сначала Тоби для отвлечения Минато похищает новорождённого Наруто, а затем и Кусину. После извлечения из неё Девятихвостого, Тоби натравливает его на Коноху. Минато вступает в сражение с ним. |     | |                              |                      |
| 469 | 249 | «Спасибо» «„Аригато:“» (「ありがとう」)                                                                                 | 503—504                      | 9 февраля 2012 года  |
| Окончание рассказа Кусины. Тоби, потеряв контроль над Лисом, покидает поле боя. Четвёртый Хокагэ запечатывает одну половину чакры Девятихвостого в себя печатью Бога Смерти, а вторую — в Наруто, печатью Восьми Элементов. Кусина и Минато произносят последнее напутствие Наруто на будущую жизнь. Кусина благодарит Наруто и исчезает. |     | |                              |                      |
| 470 | 250 | Монстр против незнакомца! Битва в раю! «Тиндзю: VS Кайдзин! Ракуэн-но Татакай!» (珍獣VS怪人！楽園の戦い！)              | 505—507                      | 16 февраля 2012 года |
| Наруто полностью подчиняет себе Девятихвостого. Он пробует использовать его чакру в Режиме Лиса и замечает, что, помимо Ямато и Киллера Би, в комнате присутствует ещё один синоби. Кисамэ, до этого прятавшийся в Самэхаде, выходит наружу и старается сбежать, открыв дверь Зала Очищения. Тем временем Майт Гай начинает тренировку перед водопадом. Он просит показаться свою внутреннюю сущность, а из водопада выскакивает Кисамэ. Гай успевает атаковать его и задержать, но Кисамэ удаётся уйти и здесь. Киллер Би помогает Гаю догнать Кисамэ и начинается схватка, в которой победу одерживает Гай. |     | |                              |                      |
| 471 | 251 | Известный как Кисамэ «Кисамэ то Иу Отоко» (鬼鮫という男)                                                                | 507—508                      | 23 февраля 2012 года |
| Гай одержав победу доставляет Кисамэ к остальным, где Аоба Ямасиро путём чтения мыслей извлекает из него информацию о том, что когда-то Мадара контролировал все действия Четвёртого Мидзукагэ, Ягуры. Дабы не допустить дальнейшей утечки информации Кисамэ совершает самоубийство: заключает себя в водяную тюрьму, где призванные акулы съедают его тело. В последний момент своей жизни Кисамэ вспоминает свою первую встречу с Итати ещё когда он вступил в Акацуки. Гай тронутый преданностью Кисамэ даёт ему слово, что никогда не забудет его, даже если он и не вспомнит двух предыдущих встреч. После призванная акула из свитка уводит информацию о Наруто и Би и покидает остров. |     | |                              |                      |
| 472 | 252 | Ангел Смерти «Си э Идзанау Тэнси» (死へいざなう天使)                                                                    | 508—509                      | 1 марта 2012 года    |
| Тоби отправляется в Страну Дождя, чтобы забрать риннэган. Конан вспоминает прошлое: Нагато, Яхико, Дзирайю. Тоби довольно быстро находит её, но Конан отказывается добровольно возвращать риннэган, мотивируя свой поступок верой в Наруто, которому доверился Нагато. Тоби рассказывает, благодаря кому возникла организация Акацуки, и что именно он — Тоби, — дал риннэган Нагато. Конан не верит его словам и уводит Тоби за город на огромное озеро, где начинает бой с разрушительной атаки. Конан надеялась взорвать себя вместе с Тоби, но последний успевает поглотить большую часть взрыва, при этом лишившись руки и части маски. Тогда Конан создаёт огромную падь посреди озера, куда стекает вода, превращаясь во взрывные печати. Тоби падает вниз. |     | |                              |                      |
| 473 | 253 | Мост к миру «Хэйва э-но Какэхаси» (平和への懸け橋)                                                                      | 510—511                      | 8 марта 2012 года    |
| Тоби падает в ловушку из 600 миллиардов взрывных печатей. Конан не даёт ему переместиться и активирует печати. Происходит мощный взрыв. Обессиленная Конан понимает, что на эту технику ушло слишком много чакры, но главное — Мадара мёртв. Однако, Тоби внезапно появляется из-за спины Конан и пронзает её обломком: он сумел выжить с помощью техники Идзанаги. Над Амэгакурэ проясняется небо и появляется радуга. Конан в последний раз нападает на Тоби, но он убивает её. Найдя тело Нагато, Тоби забирает риннэган. В последние минуты жизни Конан вспоминает, как она, Яхико и Нагато пообещали, что вместе вернутся домой. Тоби с новой маской возвращается в убежище, где Дзэцу передаёт ему последнюю информацию Кисамэ о Наруто и Би. Тоби решает отправиться за ними на остров. |     | |                              |                      |
| 474 | 254 | Сверхсекретная миссия S-ранга «До Эсу Кю: Гокухи Нимму» (ドS級極秘任務)                                                 | 512—513 + филлер             | 15 марта 2012 года   |
| Кагэ узнают о том что Акацуки обнаружили местонахождение Наруто и Би, к ним отправляются Ооноки, Акацути и Куроцути в качестве подкрепления. Тоби показывает Кабуто копию Хасирамы Сэндзю, заключённого в Статую Демона, и армию из 100 000 белых Дзэцу созданных Тоби с помощью чакры семи захваченных бидзю. Кабуто и воскрешённый Дэйдара отправляются на остров чтобы захватить оставшихся двух дзинтюрики, но по пути на остров они сталкиваются с Ооноки и его помощниками и те начинают с ними сражение. |     | |                              |                      |
| 475 | 255 | Возвращение художника «Гэйдзюнцука Футатаби» (芸術家再び)                                                               | 513—514                      | 22 марта 2012 года   |
| Дэйдара и Кабуто продолжают сражение с Ооноки, Акацути и Куроцути. В ходе битвы Куроцути удаётся загнать Кабуто в ловушку. Ямато, Аоба и Мотои приходят к ним на подмогу. Аоба уже готов извлечь информацию с захваченного Кабуто, но тот застаёт его врасплох, покинув старое тело. В виде змей Кабуто захватывает Ямато в плен и отправив Дэйдару обратно в загробный мир, покидает остров. Вернувшись в логово, Кабуто объясняет Тоби, что хочет использовать ДНК Ямато для усиления армии Дзэцу. |     | |                              |                      |
| 476 | 256 | Сбор! Союзные войска синоби! «Сюкэцу! Синоби Рэндзёгун!» (集結！忍連合軍！)                                             | 515                          | 29 марта 2012 года   |
| Наруто Удзумаки, Киллер Би, Аоба и Мотои возвращаются в Деревню Скрытого Облака, вместе с Цутикагэ, который несёт Остров-черепаху по воздуху, Куроцути и Акацути. Совет Кагэ образовывает союзные войска синоби, во главе которых стоят: правая рука Райкагэ — Даруи, Кицути из Скрытых Скал, Какаси Хатакэ, Мифунэ, даймё Страны Железа, и Кадзэкагэ Гаара. Всем синоби раздаются протекторы Альянса, на котором изображен кандзи «Синоби» (яп. 忍). Кабуто Якуси начинает операцию по усилению армии Дзэцу, используя клетки захваченного ранее Ямато. В это же время в лесу, Анко Митараси, вместе со своим отрядом, пытается узнать больше информации о Кабуто и Акацуки. Токума Хюга при помощи бякугана замечает под землёй армию из 100 000 копий Дзэцу. Саскэ спрашивает, может ли он испробовать новую силу. Дзэцу говорит, что нужно ещё немного времени, и отмечает, что когда его глаза увидят свет, этот мир будет уже другим. Саскэ отвечает, что ему безразлична война, потому что он первым уничтожит Коноху. Кабуто призывает с помощью техники Эдо Тэнсэй тела 5 бывших членов Акацуки — Итати Утихи, Сасори, Дэйдары, Какудзу и Нагато, 6 погибших дзинтюрики, Третьего Райкагэ, Четвёртого Кадзэкагэ — отца Гаары, Второго Цутикагэ, Дзабудзы, Хаку, Тиё из Скрытого Песка, Кимимаро Кагуи, Хандзо Саламандры, Асумы, Хидзаси Хюга, Дана (возлюбленного Цунадэ) и других известных синоби. Четвёртая мировая война синоби началась. |     | |                              |                      |

#### Спецпроект ~Судьба двух человек~
| # | №   | Заглавие | Экранизированные главы манги | Трансляция в Японии |
| --- | --- | --- | ---------------------------- | ------------------- |
| 477 | 257 | Четырёхнедельный специальный проект для 10-й годовщины аниме: «Встреча» «Хосё Дзюсюнэн Ёнсю Рэндзоку Tокубэцу Кикаку „Дэай“» (放送10周年4週連続特別企画「出会い」)        | Флешбэк                      | 5 апреля 2012 года  |
| Наруто, будучи учеником Академии, ведёт себя вызывающе. Жители боятся и ненавидят его — ведь в нём запечатан Кюби — монстр, почти разрушивший деревню. Наруто пытается узнать у Третьего Хокагэ, который даёт ему денег на карманные расходы, кем были его родители, но тот молчит, помня о клятве Четвёртому Хокагэ, отцу мальчика. В Академии Наруто знакомится, а после и сражается, с Саскэ, откуда и берёт начало их вражда. Наруто узнаёт, что весь клан Утиха был уничтожен, и Саскэ — единственный выживший. При распределении в одну команду, Наруто узнаёт, что «мечта» Саскэ — отомстить своему брату, вырезавшему весь клан. Их взаимоотношения становятся более дружественными, но Саскэ по-прежнему считает Наруто слабее и постоянно спасает от неприятностей. |     | |                              |                     |
| 478 | 258 | Четырёхнедельный специальный проект для 10-й годовщины аниме: «Соперники» «Хосё Дзюсюнэн Ёнсю Рэндзоку Tокубэцу Кикаку „Райбару“» (放送10周年4週連続特別企画「ライバル」) | Флешбэк                      | 12 апреля 2012 года |
| Продолжение воспоминаний. Наруто, Саскэ и Сакура принимают участие в экзамене на звания тюнина и в первой же битве им приходится сражаться с Оротимару. |     | |                              |                     |
| 479 | 259 | Четырёхнедельный специальный проект для 10-й годовщины аниме: «Трещины» «Хосё Дзюсюнэн Ёнсю Рэндзоку Tокубэцу Кикаку „Кирэцу“» (放送10周年4週連続特別企画「亀裂」)        | Флешбэк                      | 19 апреля 2012 года |
| Продолжение воспоминаний. Саскэ вступает в бой с Гаарой. Ему на помощь приходят Наруто и Сакура. Сакуру берут в заложники, но Наруто, не собираясь проигрывать, призывает Гамабунту для боя с Сюкаку, которого освободил Гаара. Действующие члены Акацуки, Итати Утиха и Кисамэ Хосигаки, появляются в окрестностях Деревни Скрытого Листа, чтобы захватить Наруто, но в их планы вмешивается один из трёх легендарных Саннинов — Дзирайя. Встреча Саскэ и Итати, бой Саскэ и Наруто на крыше госпиталя Конохи. |     | |                              |                     |
| 480 | 260 | Четырёхнедельный специальный проект для 10-й годовщины аниме: «Раскол» «Хосё Дзюсюнэн Ёнсю Рэндзоку Tокубэцу Кикаку „Рибэцу“» (放送10周年4週連続特別企画「離別」)         | Флешбэк                      | 26 апреля 2012 года |
| Конец воспоминаний. Битва Наруто и Саскэ в Долине Завершения. |     | |                              |                     |